# بيت الرباط (العدين)

تعديل مصدري - تعديل

بيت الرباط محلة تابعة لقرية دار عمير، التابعة لعزلة قصع حليان بمديرية العدين إحدى مديريات محافظة إب في الجمهورية اليمنية.، بلغ تعداد سكانها 63 حسب تعداد اليمن لعام 2004.